# جينفيفي لالوندي
جينفيفي لالوندي (من مواليد 5 سبتمبر، 1991 في مونتريال ، كويبك ) هي عداءة كندية تتنافس على المسافات المتوسطة و المسافات الطويلة وبشكل أساسي في حواجز 3000 متر .     نجاحها الأكبر حتى الآن هو الفوز بالميدالية البرونزية في دورة ألعاب عموم أمريكا 2015 . فازت لالوندي بالميدالية البرونزية كمنافسة لنيو برونزويك في عام 2013 Jeux de la Francophonie في نيس ، فرنسا . كما فازت بالميدالية الذهبية لنيو برونزويك في دورة الألعاب الصيفية الكندية 2013 في شيربروك ، كيبيك في 2000   م steeplechase. تحمل لالوندي الرقم القياسي الكندي في 3000   م .

## روابط خارجية
- جينفيفي لالوندي على موقع الاتحاد الدولي لألعاب القوى (الإنجليزية)
- جينفيفي لالوندي على موقع الاتحاد الكندي لألعاب القوى (الإنجليزية)
- جينفيفي لالوندي على موقع الدوري الماسي (الإنجليزية)
- جينفيفي لالوندي على موقع اللجنة الأولمبية الدولية (الإنجليزية)
- جينفيفي لالوندي على موقع أوليمبيديا (الإنجليزية)
- جينفيفي لالوندي على موقع اللجنة الأولمبية الكندية (الإنجليزية)